# Tim Washe
Timothy "Tim" ("Timmy") Washe, född 25 augusti 2001, är en amerikansk professionell ishockeyforward som spelar för Anaheim Ducks i National Hockey League (NHL).
Han har tidigare spelat för Western Michigan Broncos i National Collegiate Athletic Association (NCAA).
Washe blev aldrig NHL-draftad.

## Statistik
| 2014–2015   | Victory Honda AAA Hockey U13 | T1EHL       | 15  | 5  | 6  | 11 | 34  | — | — | — | — | —  |
| 2015–2016   | Victory Honda AAA Hockey U14 | T1EHL       | 15  | 14 | 4  | 18 | 28  | 4 | 0 | 3 | 3 | 8  |
| 2016–2017   | Victory Honda AAA Hockey U16 | T1EHL       | 32  | 2  | 1  | 3  | 14  | 4 | 1 | 2 | 3 | 16 |
| 2017–2018   | Victory Honda AAA Hockey U18 | T1EHL       | 31  | 8  | 14 | 22 | 56  | — | — | — | — | —  |
| 2018–2019   | Victory Honda AAA Hockey U18 | T1EHL       | 27  | 10 | 21 | 31 | 40  | — | — | — | — | —  |
| 2019–2020   | Nanaimo Clippers             | BCHL        | 55  | 10 | 9  | 19 | 95  | 4 | 2 | 1 | 3 | 6  |
| 2020–2021   | Western Michigan Broncos     | NCAA        | 13  | 1  | 0  | 1  | 10  | — | — | — | — | —  |
| 2021–2022   | Western Michigan Broncos     | NCAA        | 39  | 2  | 3  | 5  | 16  | — | — | — | — | —  |
| 2022–2023   | Western Michigan Broncos     | NCAA        | 39  | 7  | 11 | 18 | 54  | — | — | — | — | —  |
| 2023–2024   | Western Michigan Broncos     | NCAA        | 38  | 2  | 10 | 12 | 27  | — | — | — | — | —  |
| 2024–2025   | Anaheim Ducks                | NHL         | 1   | 0  | 0  | 0  | 0   | — | — | — | — | —  |
|             | Western Michigan Broncos     | NCAA        | 42  | 16 | 22 | 38 | 18  | — | — | — | — | —  |
| NHL totalt  | NHL totalt                   | NHL totalt  | 1   | 0  | 0  | 0  | 0   | — | — | — | — | —  |
| NCAA totalt | NCAA totalt                  | NCAA totalt | 171 | 28 | 46 | 74 | 125 | — | — | — | — | —  |